# Гукалюк Андрій Федорович
Гукалюк Андрій Федорович — кандидат економічних наук, доцент кафедри економіки підприємства економічного факультету Львівського національного університету імені Івана Франка, перший проректор Львівського національного університету імені Івана Франка.

## Біографія
Народився 27 березня 1968 року у м. Львові.
У 1985 році закінчив Львівську середню школу № 81 із золотою медаллю.
У 1992 році закінчив економічний факультет Львівського державного університету імені Івана Франка та здобув кваліфікацію «Інженер-економіст».
Впродовж 1992—1993 рр. працював на посаді економіста в НПКО «Електрон», м. Львів.
З 1993 по 1996 рр. навчався в аспірантурі. У 1997 році захистив дисертацію на здобуття ступеня кандидата економічних наук на тему «Напрями підвищення ефективності приватизації великих підприємств».
У 1996 році асистент, а з 2001 року доцент кафедри економіки підприємства Львівського національного університету імені Івана Франка. У 2008 році йому присвоєно вчене звання доцента кафедри економіки підприємства.
З 2016 року по вересень 2019 року працював на посаді Відповідального секретаря Приймальної комісії Львівського національного університету імені Івана Франка.
З 4 вересня 2019 року призначений на посаду Першого проректора Львівського національного університету імені Івана Франка.

## Публікації
Науковий доробок Андрія Гукалюка охоплює понад 70 наукових та навчально-методичних праць. Він співавтор навчальних посібників «Глобалізація і Україна у зовнішньоекономічній діяльності», «Створення та припинення діяльності підприємств в Україні», «Зовнішня торгівля і біржова діяльність: глобалізаційний аспект», «Підприємництво: економіка, стратегія, планування та проектний аналіз (збірник тестових завдань)».